# بندباز (فیلم ۲۰۱۵)
بند باز (انگلیسی: The Walk) فیلمی به کارگردانی رابرت زمکیس است که در سال ۲۰۱۵ منتشر شد. این فیلم ماجرای واقعی راه رفتن غیرقانونی فیلیپ پتی بر روی طناب متصل بین برج‌های «مرکز تجارت جهانی» در سال ۱۹۷۴ را به تصویر می‌کشد.
پیش از این در سال ۲۰۰۸ جیمز مارش فیلمِ مستند مردی روی سیم را دربارهٔ این کارِ فیلیپ پتی ساخت که «جایزه اسکار بهترین فیلم مستند» را برایش به ارمغان آورد.